# Lucky Partners

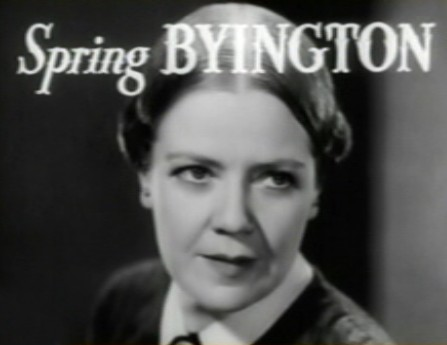
Spring Byington especializou-se em papéis de matronas, tagarelas e fofoqueiras. Recebeu uma indicação ao Oscar por sua atuação em You Can't Take It with You e ficou famosa como Daisy Cooper na série de TV Laramie, em que atuou entre 1961 e 1963.

Lucky Partners é um filme estadunidense de 1940, do gênero comédia romântica, dirigido por Lewis Milestone e estrelado por Ronald Colman e Ginger Rogers. Ginger foi a última grande estrela sob contrato da RKO Pictures. Seu nome tinha grande poder de sedução junto ao público e isso pôde ser comprovado mais uma vez com Lucky Partners, um peso leve que deu lucros de 200 mil dólares (em valores da época).
O filme é baseado na história Bonne Chance!, de Sacha Guitry, que já a filmara, ele próprio, em 1935.
A trilha sonora é de Dimitri Tiomkin.

## Sinopse
David, artista do Greenwich Village, deseja "boa sorte" a Jean, uma jovem com quem se cruza na rua. A partir daí, só coisas boas passam a acontecer a ela. Um prêmio nas corridas leva os dois a um passeio nas cataratas do Niágara, onde se apaixonam. Mas Jean é noiva de Fred Harper, que, compreensivelmente, não está nada satisfeito com o desenrolar dos acontecimentos. Portanto, ele segue o casal, que é o mínimo que pode fazer.

## Elenco
| Ator/Atriz       | Personagem         |
| ---------------- | ------------------ |
| Ronald Colman    | David Grant        |
| Ginger Rogers    | Jean Newton        |
| Jack Carson      | Fred Harper        |
| Spring Byington  | Tia Lucy           |
| Cecilia Loftus   | Alive Sylvester    |
| Harry Davenport  | Juiz               |
| Hugh O'Connell   | Atendente do hotel |
| Brandon Tynan    | Sylvester          |
| Leon Belasco     | Nick 1             |
| Edward Conrad    | Nick 2             |
| Walter Kingsford | Wendell            |
| Helen Lynd       | Ethel              |
| Lucille Gleason  | Mãe de Ethel       |